# 陳炳徳
陳 炳徳（ちん へいとく、1941年7月 - ）は中華人民共和国の軍人。中国共産党中央委員会委員、党中央軍事委員会委員、国家中央軍事委員会委員、中国人民解放軍総参謀長。最終階級は上将。

## 経歴
1961年4月、中国人民解放軍に入隊する。1962年3月、中国共産党に入党。1964年8月、小隊長に任官。その後、軍司令部作訓処参謀を務める。
1971年2月、師団司令部作訓科副科長、後に科長を務める。1974年2月より連隊参謀長、師団副参謀長、連隊長を歴任。
1979年4月、第178師団参謀長に任命。1979年9月より軍事学院で学ぶ。
1982年6月、第179師団長。1983年6月、第60軍副軍長。1983年9月から1985年7月、軍事学院高級指揮班で学んだ後、陸軍第1集団軍副軍長兼参謀長に就任。1988年、少将に昇格。
1990年6月、南昌陸軍学院院長。1992年8月、陸軍指揮学院院長。
1993年2月、第1集団軍軍長、同年12月、南京軍区参謀長。1995年、中将に昇格。
1996年1月、南京軍区司令員に就任。1999年12月、済南軍区司令員に転任。2002年、上将に昇格。
2004年9月19日、第16期4中全会において胡錦濤が党中央軍事委員会主席に選出されると同時に、陳も軍事委員会委員に増補され、総装備部部長に任命された。
2005年3月14日、第10期全国人民代表大会第3回会議において中華人民共和国中央軍事委員会委員に増補される。
2007年9月、中国人民解放軍総参謀長に任命され、同年10月22日の第17期1中全会において党中央軍事委員会委員に再任。2008年3月16日、第11期全人代第1回会議において国家中央軍事委員会委員に再任される。
2012年10月、総参謀長職を退任するとともに、同年11月の第18回党大会において党中央委員会委員に選出されず、党中央軍事委員会委員を退任した。
2013年3月、国家中央軍事委員会委員を退任。
中共第15、16、17期中央委員。